# Mirris

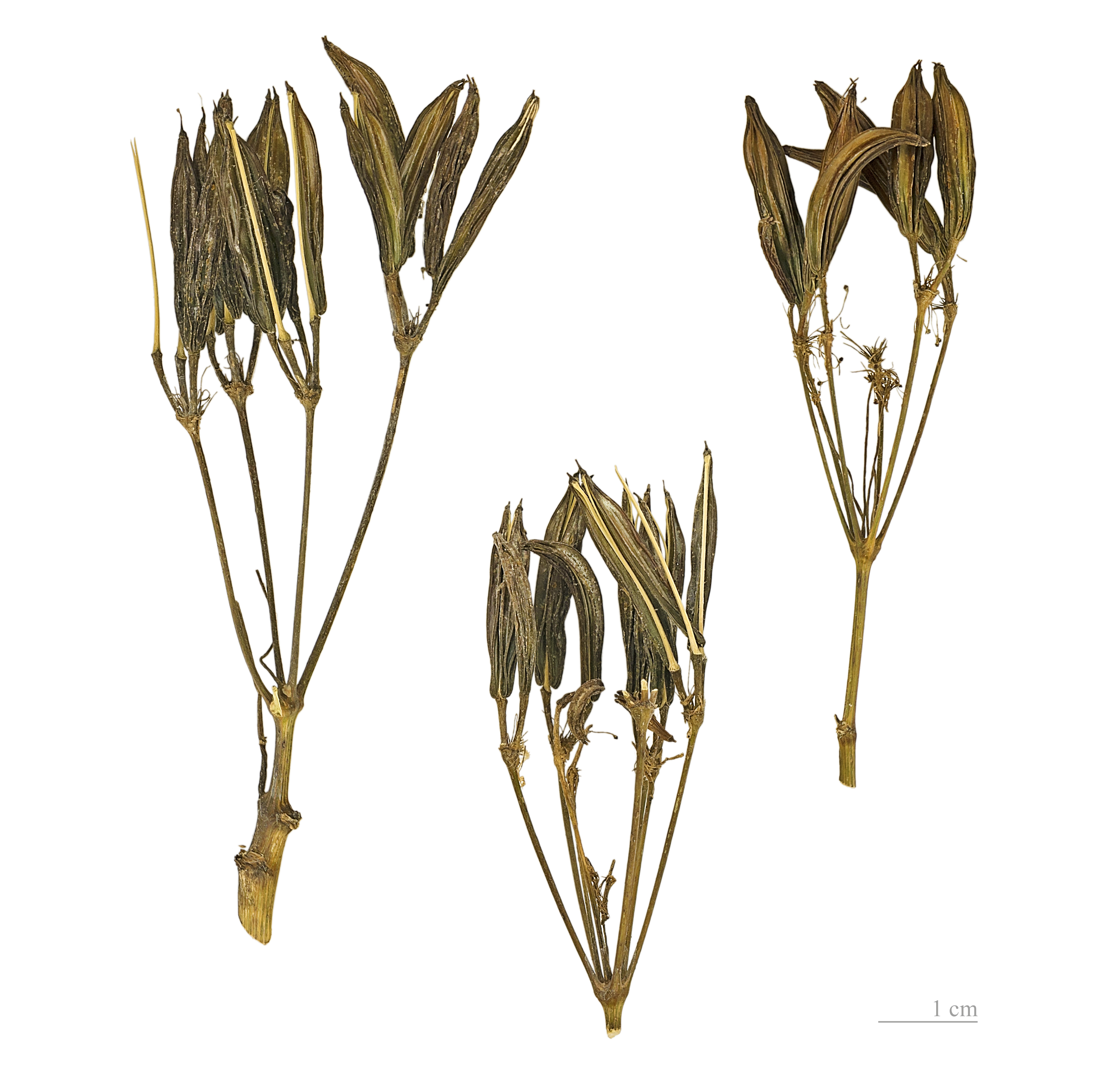
Myrrhis odorata

Mirris, Myrrhis odorata, és una espècie de plata apiàcia. És una planta nativa de l'Europa central i és l'única espècie del gènere Myrrhis. És una planta herbàcia alta i perenne que arriba a fer 2 m d'alt. Les seves fulles estan finament dividides i fan fins a 50 cm de llargada. Les flors són blanques d'uns 2-4 mm de diàmetre en grans umbel·les. Les llavors són primes de 15-25 mm de llarg i de 3-4 mm d'amplada. Floreix de maig a agost.
A Catalunya es troba només als Pirineus entre els 1300 i els 2340 metres d'altitud en herbassars nitròfils i formacions megafòrbiques.
Les seves fulles de vegades es fan servir com a planta aromàtica ja sia crues o cuites i tenen un gust fort semblant a l'anís; es fan servir principalment a Alemanya i Escandinàvia i també es poden fer servir, com altres plantes apiàcies, per donar gust a l'akvavit. El seu oli essencial està dominat per l'anetol. Arrels i fulles són comestibles. Ha tingut ús de planta medicinal.